# Oospila confundaria
Oospila confundaria är en fjärilsart som beskrevs av Heinrich Benno Möschler 1890. Oospila confundaria ingår i släktet Oospila och familjen mätare. Inga underarter finns listade i Catalogue of Life.